# 4387 Tanaka
4387 Tanaka è un asteroide della fascia principale. Scoperto nel 1973, presenta un'orbita caratterizzata da un semiasse maggiore pari a 2,4381978 UA e da un'eccentricità di 0,0146275, inclinata di 4,27061° rispetto all'eclittica.